# Marc Schaeffers
Marc Schaeffers is een Nederlandse hockeyspeler. Hij voetbalde eerst, maar nadat meerdere familieleden gingen hockeyen koos hij ook voor deze sport. Hij speelde hij al vanaf zijn jeugdjaren bij MHC Venray.
In de A-jeugd speelde hij al soms mee in het 1e herenteam van Venray. Hij verliet Venray om bij Oranje Zwart (het huidige Oranje Rood) in Eindhoven hoofdklasse te kunnen spelen. Op een gegeven werd hij geselecteerd voor jong oranje. Daarna speelde hij in de A-selectie van Oranje.
In de periode 1982-1985 speelde Schaeffer in totaal 16 interlands namens Nederland.